# Капюшонный гульман
Капюшонный гульман, (лат. Trachypithecus johnii) или нилгирийский тонкотел, или нилгирийский лангур — вид приматов из семейства мартышковых. Встречается в горах Нилгири, на юге Индии. Также ареал включает Кодагу (Карнатака), Тамил Наду и Керала. Этот примат имеет чёрную шерсть на теле и золотисто-коричневую шерсть на голове. У самок светлая внутренняя поверхность бёдер. Образует группы примерно в десять особей. Часто вторгается в сельскохозяйственные угодья. В рационе фрукты, листья и побеги растений. Популяция уязвима из-за разрушения среды обитания и охоты (местные жители используют мясо этих обезьян в качестве афродизиака).

## Описание
Длина тела самцов примерно 78 см, самок 58 см. Длина хвоста 68—96 см. Масса самцов 9—13 кг, самок 1,1 кг. Лицевая часть головы рыжеватая или пурпурно-красная. Туловище черное или темно-желтое. Задняя часть головы желтовато-коричневая. Горло черновато-коричневое. У самок белое пятно на внутренней стороне ляжек.

## Обитание
Распространены в Индии в южной части гор Западные Гаты примерно между 8—12° с. ш. и 76—77°30'в. д.
Обитают на высоте 150—2400 м над уровнем моря в вечнозеленых лесах с древостоем высотой 15—21 м и до 60 м. Обычно питаются растениями (листьями, цветами, побегами, семенами), но могут поедать также насекомых и червей. Кормятся преимущественно на вершинах деревьев и лишь иногда на земле в течение 7—8 часов за день. 

## Образ жизни и биология
Держатся группами по 3—25 особей (обычно 8—9), состоящими из 1—4 взрослых самцов, 1—5 взрослых самок и молодых животных. Группа занимает территорию 0,6—2,6 км2. Сезонности в размножении, по-видимому, нет. Отмечают, однако, два пика в рождении детенышей: в мае —июне и в ноябре (меньшей величины).